# Église Saints-Pierre-et-Paul de Givry
Pour les articles homonymes, voir Église Saints-Pierre-et-Paul.
L'église Saints-Pierre-et-Paul de Givry est une église située sur le territoire de la commune de Givry dans le département français de Saône-et-Loire et la région Bourgogne-Franche-Comté.

## Historique
L'église a été bâtie de 1772 à 1791 sous l'impulsion d'Emiland Gauthey.

## Protection
Construite par Émiland Gauthey, elle fait l'objet d'un classement au titre des monuments historiques depuis le 10 septembre 1913.

## Description
Construite en pierre de Givry (rouge-rosé à l'extérieur et blanche à l'intérieur), l'église est orientée au sud, car les habitants voulaient une belle entrée sur la route. 
Elle apparaît comme un bâtiment peu commun, dans cette région où prédomine le style roman. Le néoclassicisme trouve ici sa pleine illustration à travers les formes pyramidales, frontons et coupoles. Le clocher, qui repose sur un simple porche carré, est percé de quatre ouvertures à colonnes avec, sur chaque face, un fronton circulaire, et porte trois cloches fondues en 1825, 1860 et 1869. Sa flèche pyramidale culmine à 47 mètres du sol.

## Culte
Édifice consacré du diocèse d'Autun relevant de la paroisse Saint-Symphorien-en-Côte-Chalonnaise (siège à Givry) – qui en est affectataire au titre de la loi de 1905 –, l'église de Givry est, plusieurs siècles après sa construction, un lieu de culte catholique. 